# 16129 Kevingao
16129 Kevingao este un asteroid din centura principală de asteroizi.

## Descriere
16129 Kevingao este un asteroid din centura principală de asteroizi. A fost descoperit pe 7 decembrie 1999 la Socorro, New Mexico, în cadrul proiectului LINEAR. Asteroidul prezintă o orbită caracterizată de o semiaxă mare de 2,31 ua, o excentricitate de 0,21 și o înclinație de 4,2° în raport cu ecliptica.